# Робърт Джаксън Бенет
Робърт Джаксън Бенет (на английски: Robert Jackson Bennett) е американски писател на бестселъри в жанра фентъзи, научна фантастика, хорър и фантастичен трилър.

## Биография и творчество
Робърт Джаксън Бенет е роден на 22 юли 1984 г. в Батън Руж, Луизиана, САЩ. Отраства в Хюстън, Тексас. Учи английска филология в Университета на Тексас в Остин.
През 2009 г. е дебютът му с фантастичния хорър „Mr. Shivers“, който е удостоен с британската награда за дебют в научната фантастика и с наградата за хорър „Шърли Джаксън“.
През същата година излиза и фантастичният му трилър „The Company Man“, който получава наградите „Едгар“ и „Филип К. Дик“.
През 2014 г. е издаден първият му роман „Град на стълби“ от фентъзи поредицата „Божествени градове“.
Робърт Джаксън Бенет живее със семейството си в Остин.

## Произведения

### Самостоятелни романи
- Mr. Shivers (2009) – британска награда за дебют, награда „Шърли Джаксън“
- The Company Man (2009) – награда „Едгар“ и награда „Филип К. Дик“
- The Troupe (2011)
- American Elsewhere (2013) – награда „Шърли Джаксън“

### Серия „Божествени градове“ (Divine Cities)
1. City of Stairs (2014)
Град на стълби, изд.: ИК „Бард“, София (2015), прев. Милена Илиева
2. City of Blades (2016)
Град на остриета, изд.: ИК „Бард“, София (2016), прев. Владимир Зарков
3. City of Miracles (2017)